# 大安寺 (各務原市)
大安寺（たいあんじ）は、岐阜県各務原市鵜沼大安寺町1-11にある臨済宗妙心寺派の寺院。

## 概要
1396年（応永3年）、臨済宗大応派に帰依していた土岐頼益が大有理有の法嗣である笑堂常訢を開山に迎え、臨済宗南禅寺派の寺院として建立した。1414年（応永21年）、土岐頼益が没するとその墓所が寺内に設けられ、その守護代であった斎藤利永も墓所を大安寺に築いた。
伝承では七堂伽藍を持ち、百の塔頭があったとされるが、土岐氏が衰亡するにつれ庇護者を失い、また兵火を被って寺勢が衰えた。1596年（慶長元年）に春叔が妙心寺派の寺院として再興したが、1821年4月14日（文政4年3月12日）に火災により焼失した（現在の庫裏及び玄関はその際に再建されたものである）。また、1891年（明治24年）の濃尾地震でも本堂が倒壊、再建された。
観音堂には行基作と伝わる観音像が安置されている。
岐阜県指定の文化財として、土岐頼益の墓および斎藤利永の墓がある。また各務原市指定の文化財として、大安寺の近隣にあった横蔵寺末寺の宝蔵庵の塔礎心がある。